# Паскагула (Мисисипи)
Паскагула (енгл. Pascagoula) град је у америчкој савезној држави Мисисипи.

## Демографија
По попису из 2010. године број становника је 22.392, што је 3.808 (-14,5%) становника мање него 2000. године.
| Група             | 2000.          | 2010.          |
| Белци             | 17.084 (65,2%) | 12.200 (54,5%) |
| Афроамериканци    | 7.590 (29,0%)  | 7.317 (32,7%)  |
| Азијати           | 253 (1,0%)     | 224 (1,0%)     |
| Хиспаноамериканци | 1.019 (3,9%)   | 2.472 (11,0%)  |
| Укупно            | 26.200         | 22.392         |